# Dinoteratura
Dinoteratura is een geslacht van rechtvleugeligen uit de familie sabelsprinkhanen (Tettigoniidae). De wetenschappelijke naam van dit geslacht is voor het eerst geldig gepubliceerd in 1998 door Gorochov.

## Soorten
Het geslacht Dinoteratura  is monotypisch en omvat slechts de volgende soort:
- Dinoteratura beieri (Bey-Bienko, 1971)